# Alexis Crimes
Alexis Crimes (ur. 12 czerwca 1986 w Rancho Cucamonga) – amerykańska siatkarka, grająca na pozycji środkowej. Od sezonu 2014/2015 występuje w tureckim klubie Sarıyer Belediyesi.

## Sukcesy klubowe
Mistrzostwo Portoryko:
- 2009

MEVZA:
- 2011

Mistrzostwo Austrii:
- 2011

## Sukcesy reprezentacyjne
Mistrzostwa Ameryki Północnej, Środkowej i Karaibów Juniorek:
- 2004

Volley Masters Montreux:
- 2010

## Nagrody indywidualne
- 2008: Najlepsza atakująca Pucharu Panamerykańskiego